# جورینده و جورینگل
جورینده و جورینگل یا جوریندا و جوریندل یا یورینده و یورینگل (به آلمانی: Jorinde und Joringel) یک افسانه‌ی آلمانی است که توسط برادران گریم گردآوری شده‌است و با شمارهٔ KHM 69 در مجموعهٔ آن‌ها آمده‌است. این داستان در شاخص آرنه–تامپسون–اوتر با کد ATU 405 طبقه‌بندی شده‌است. این افسانه عمدتاً در آلمان روایت شده و تنها در معدود کشورهایی مانند سوئد و آمریکا نسخه‌هایی از آن یافت شده‌است. در ترجمه‌های انگلیسی، این داستان گاهی با عنوان‌های "Jorinda and Jorindel"، یا حتی "Florinda and Florindel" شناخته می‌شود.

## خلاصه داستان
در دل جنگلی تاریک، جادوگر پیر و قدرتمندی زندگی می‌کرد که توانایی تغییر شکل داشت. او می‌توانست حیوانات وحشی و پرندگان را به‌سوی خود جذب کند و پس از آن‌که آن‌ها را به دام می‌انداخت، برای تغذیه می‌کشت. او هر مردی را که به محدودهٔ قلعه‌اش نزدیک می‌شد به سنگ تبدیل می‌کرد، و دوشیزگان بی‌گناه را به پرنده تبدیل می‌نمود و در قفسی زندانی می‌کرد.
جورینه و جورینگل، دو جوان عاشق که به زودی قرار بود با یکدیگر ازدواج کنند، روزی برای قدم‌زدن وارد جنگل شدند. آن‌ها ناآگاهانه به نزدیکی قلعهٔ جادوگر رسیدند. جادوگر با دیدن آن‌ها جورینه را به یک بلبل تبدیل کرد و جورینگل را بر جای خود خشک و بی‌حرکت ساخت. پس از آن‌که پرنده را با خود برد، جورینگل را آزاد کرد و با خنده‌ای شیطانی گفت که او هرگز جورینه را نخواهد دید.
جورینگل با دلی شکسته به روستا بازگشت، اما شب‌ها خواب‌هایی می‌دید از گلی سرخ‌رنگ که می‌توانست تمام جادوها را باطل کند. پس از آن‌که این خواب چندین‌بار تکرار شد، تصمیم گرفت در پی آن گل جادویی بگردد. نُه روز در کوه‌ها و دشت‌ها گشت تا بالاخره گل را پیدا کرد. گل درخشنده و زیبا بود و رایحه‌ای عجیب داشت.
جورینگل با گل به سمت قلعه بازگشت. برخلاف قبل، این بار وقتی به دروازه نزدیک شد، جادوگر نتوانست او را به سنگ تبدیل کند. درهای قلعه به رویش گشوده شد. او وارد تالار شد و جادوگر را دید که در حال غذا دادن به پرندگان در قفس‌ها بود. جادوگر سعی کرد جورینگل را طلسم کند اما بی‌فایده بود. در همین هنگام جورینگل متوجه قفسی شد که بلبلی زیبا در آن بود. حس قلبی‌اش گفت که آن بلبل همان جورینه است.
او گل را به جادوگر زد و با این کار، تمامی قدرت‌های شیطانی‌اش از بین رفت. سپس گل را به جورینه زد و او دوباره به دختر زیبای پیشین خود بازگشت. جورینگل سپس سایر پرندگان را نیز با لمس گل به شکل انسانی‌شان بازگرداند. آن‌ها همگی زنانی بودند که پیش‌تر توسط جادوگر طلسم شده بودند.

## نسخه‌های دیگر
- در قرن نوزدهم، تنها نسخهٔ شناخته‌شده این داستان، همان نسخهٔ برادران گریم بود. با این حال، در قرن بیستم، نسخه‌هایی از این افسانه در دیگر کشورها نیز گردآوری شد. برای نمونه:
- در فلاندر (بلژیک امروزی)، نسخه‌ای به نام "یانه‌کن و میکه و جادوگر پت لو" گردآوری شده که در آن شخصیت‌ها خواهر و برادر هستند، نه عاشق و معشوق. در این روایت، طلسم با ضربه زدن با پوست مار به جادوگر باطل می‌شود.
- در هلند، نسخه‌ای به نام "توپ طلایی" وجود دارد که خواهر و برادر فرزندان یک پادشاه هستند. در این نسخه، شاهزاده‌خانم باید با کمک کوتوله‌ها اژدهاای را شکست دهد تا بتواند گل سفید جادویی را بیابد.
- در کنتاکی (آمریکا)، ماری کمپبل نسخه‌ای با نام "گل شبنم" گردآوری کرده‌است که شباهت زیادی به نسخهٔ آلمانی دارد.

## در فرهنگ عامه
- داستان جورینه و جورینگل در مجموعهٔ Grimm's Fairy Tale Classics به عنوان بخشی از فصل "تئاتر شاهکار گریم" نمایش داده شده‌است.
- شخصیت‌های جورینه و جورینگل در بازی ماجراجویی Anna's Quest نیز حضور دارند.